# Tybetańska Księga Umarłych
Tybetańska Księga Umarłych (tyb.: བར་དོ་ཐོས་གྲོལ, Wylie: bar-do thos-grol, ZWPY: Pardo Toizhoi) – rytualny buddyjski tekst odczytywany w obecności zmarłego i opisujący proces umierania oraz pośmiertne stany umysłu. 

## Naukowe podejście
Według podejścia takich uczonych jak Carl Gustav Jung przekaz zawarty w tej księdze dotyczący tego, że dusza zmarłego człowieka, jeśli nie rozpozna Dharmakaji i zamanifestuje się ponownie w nowym wcieleniu, doświadcza różnego rodzaju wizji, odpowiada archetypom wytworów indywidualnej i zbiorowej podświadomości. Tybetańska Księga Umarłych pochodzi z popularnej termy w Tybecie odnalezionej przez tertona Karma Lingpa ze szkoły ningma. Pierwsze tłumaczenia tej termy przez Waltera Evans-Wentza w XIX w. spowodowało ówcześnie wiele nieporozumień i porównań np. do mitologii Księgi umarłych starożytnego Egiptu. Na język polski Tybetańską Księgę Umarłych przełożył Ireneusz Kania (1. wydanie: Literatura na Świecie, nr 8-9/1985; 1. wydanie książkowe: Kraków: Oficyna Literacka 1991).

## Buddyjskie podejście
Buddyzm tybetański opiera się na doświadczeniach weryfikowanych z praktyką wadżrajany, którą można zrealizować bezpośrednio, np. poprzez tantry Jogi Najwyższej lub dzogczen. Stany związane ze śmiercią opisane były zgodnie z doświadczeniami praktykujących jako trzy rodzaje bardo: 
1. Chikkhai bardo: bolesne bardo trwające już w czasie procesu umierania.
2. Chönyid bardo: niezwykłe świetliste bardo Dharmaty trwające dopiero w początkowym okresie "pośmiertnym", gdy świadomość całkowicie opuściło ciało, które opisują szczegółowo nauki dzogczen związane z praktyką togjal (wylie: thod-rgal).
3. Sidpai bardo: bardo stanu "pośmiertnego" trwające od czasu bardo Dharmaty do czasu odrodzenia ("umiejscowienia się" w łonie przyszłej matki) jako przyszły człowiek lub inna istota, np. zwierzę takie jak ptak który urodzi się z jaja.

Źródłem nauk o bardo, uwzględniających bardo dharmaty, są tantry dzogczen, w tym  tantra „Zjednoczenie Słońca z Księżycem”.
Zgodnie z procesem reinkarnacji według dwunastu ogniw współzależnego powstawania, każda czująca istota zanim narodzi się w świecie cierpień samsary musi najpierw ulec niewiedzy w czasie śmierci poprzedniego życia oraz w czasie stanu pośredniego bardo przed narodzinami. Według dzogczen niewiedza to marigpa - brak wyzwolenia, która uniemożliwia rozpoznanie pierwotnej czystości (Wyl. Ka-dak) w czasie śmierci lub nie rozpoznanie spontanicznego urzeczywistnienia (Wyl. Lhun-Grub) zjawisk stanu bardo dharmaty. Dopiero po owych nierozpoznaniach manifestuje się stopniowo Umysł (Wyl. Sems), który zaczyna się doświadczać subiektywnie zjawisk jako dualistycznie oddzielonych od niego. W wyniku tego następuje przekształcenie się zjawisk bardo dharmaty (Wyl. Chos-nyid Bar-do) w samsaryczne formy pięciu żywiołów (przestrzeni, wiatru, ognia, wody, ziemi) drugiego bardo (Wyl. Sidpai bardo), aż do odrodzenia po stanie bardo, a po odrodzeniu życie w świecie cierpień, kiedy aktywny jest Umysł dualności "subiekt-obiekt" i konceptualności. 
Tybetańska Księga Umarłych opisuje, że niezwykle trudno być obecnym w pierwszym świetlistym bardo dharmaty (Wyl. Chos-nyid Bar-do), gdzie manifestuje się naturalnie całe bogactwo oświecenia (np. mandale buddów), gdyż nawykowo następuje owe nierozpoznanie marigpa, przekształcenie zjawisk i przechodzi się natychmiast do drugiego stanu bardo (Wyl. Sidpai bardo) w celu odrodzenia się po nim w świecie, więcej patrz artykuł o sześciu stanach bardo. Księga dzieli doświadczenia bardo dharmaty na dni... poza ograniczeniami czasu i przestrzeni. W kolejnych dniach pojawiają się odpowiednio gniewnie bądź spokojnie przejawiający się buddowie sambhogakai. Bez stabilności w praktyce (thogal) dni te mogą być nieprawdopodobnie krótkie. Łagodne i gniewne "bóstwa" znikną tak szybko, że nawet nie zauważymy. Wszystkie zjawiska "pośmiertne" są wyrazem samego zmarłego, nie powinno się więc ich bać czy pożądać, należy rozpoznać je jako pozbawione wrodzonej natury zgodnie z teorią siunjata i jako przejaw stanu rigpa, który w buddyzmie odnosi się do stanu dharmakai i który można rozpoznać np. poprzez praktykę dzogczen.

## Interpretacja Ireneusza Kani
Ireneusz Kania, polski tłumacz i tybetolog, dokonał pierwszego przekładu Tybetańskiej Księgi Umarłych bezpośrednio z języka tybetańskiego na język polski w 1984 roku. W swoim wprowadzeniu do tego tłumaczenia podkreślał, że choć tekst ten był już znany w Polsce za sprawą wcześniejszych przekładów z języka angielskiego, jego wersja opiera się bezpośrednio na oryginale tybetańskim, co pozwala na głębsze zrozumienie treści i kontekstu dzieła.
Kania zaznaczał, że jego tłumaczenie ma charakter literacki i nie było przygotowywane z myślą o praktyce buddyjskiej. Niemniej jednak, poprzez swoje opracowanie, starał się przybliżyć polskiemu czytelnikowi duchowy i filozoficzny wymiar tego tekstu, ukazując go jako przewodnik po stanach świadomości po śmierci oraz jako źródło refleksji nad naturą umysłu i rzeczywistości